# Will Williams (Filmplakatmaler)
Will Williams (* 15. März 1922 als Willi Haseneier in Bochum; † 11. März 2015 in Kassel) war ein deutsch-amerikanischer Filmplakatmaler, Illustrator, Grafiker, Regisseur und Buchautor. Er war nach eigenen Angaben der letzte noch aktive Filmplakatmaler der „italienischen Schule“ und fertigte bis zu seinem Tod regelmäßig Plakate für Filmfirmen, andere Unternehmen, Institutionen und Privatpersonen an.

## Kindheit, Jugend und Prägung
Will Williams wuchs in Wuppertal-Elberfeld auf. Sein Vater war Inhaber eines Ledergeschäfts, seine Mutter eine studierte, jedoch nicht praktizierende Schauspielerin. Sie bewahrte Williams in seiner frühen Kindheit vor dem Beitritt zur Hitlerjugend und dem Tragen von Uniformen, nachdem der Vater ein Mitglied des SA-Reitersturms geworden war. Nach dem Abschluss der Mittleren Reife 1938 besuchte Williams die Kunstgewerbeschule Barmen, die Folkwangschule in Essen-Rüttenscheid und die Kunstakademie Düsseldorf.
Durch zahlreiche Kinobesuche und amerikanische Abenteuer-Filme wuchs in Williams bereits im jugendlichen Alter die Begeisterung für die Filmbranche und die Sehnsucht, irgendwann in die USA auszuwandern. Ein heimlicher Versuch, dies zu tun, endete im Jahr 1938 in Begleitung eines Freundes an der österreichisch-ungarischen Grenze. Eine Polizeipatrouille erwischte die Jungen und schickte sie in einem Zug zusammen mit jüdischen und kommunistischen Häftlingen zurück in ihre Heimat. Dieses Erlebnis hatte laut Williams einen erheblichen Einfluss auf sein späteres Handeln.

## Anfänge in der Filmbranche und Karriere nach dem Zweiten Weltkrieg
Den Einstieg in das Berufsleben erreichte Will Williams im Jahr 1941 durch eine Anstellung als Werbefilm-Zeichner für die Kinomat-Film Anton Limberg in Wuppertal. Von dessen Inhaber wurde er kurz darauf als Kameraassistent an das Tobis-Tonbild-Syndikat vermittelt. Wenig später wurde Williams zum Militär einberufen. Anton Limberg war mit dem KDF-Direktoren Heiner Gutmann befreundet und verschaffte ihm so eine Anstellung als Illustrator an der Frontbühne der deutschen Wehrmacht in Dänemark. Hier knüpfte Williams Kontakt zur dänischen Widerstandsbewegung und floh mit deren Hilfe nach Schweden. Von dort gelangte er über England nach Nordafrika, wo er vom amerikanischen Geheimdienst OSS („Office of Strategic Services“), dem Kriegsgeheimdienst der Vereinigten Staaten und Vorgänger der heutigen Central Intelligence Agency (CIA) als Pressezeichner für Anti-NS-Propaganda verpflichtet wurde. Diese war für den Einsatz in Italien bestimmt, wo Williams beauftragt wurde.
Nach dem Ende des Zweiten Weltkrieges nahm der gebürtige Willi Haseneier den (Künstler-)Namen Will Williams an und ging nach Rom, wo er Roberto Rossellini und Federico Fellini kennenlernte. Diese Regisseure ermöglichten ihm den Kontakt zu verschiedenen italienischen Filmplakat-Künstlern, die ihm die „italienische Technik“ lehrten, die sich dadurch auszeichnete, dass vor allem die Gesichter besonders plastisch gemalt wurden. In dieser Zeit entstanden etwa 150 Reinzeichnungen zu Filmen wie John Fords „Spuren im Sand“.
Im Jahr 1950 kehrte Williams nach Deutschland zurück und spezialisierte sich auf Filmplakate großer Produktionen wie „Quo Vadis“, „Das Gewand“ und „Prinz Eisenherz“. Bekannte Filmgesellschaften wie Century Fox, RKO, MGM, Columbia und Constantin-Film nahmen ihn unter Vertrag.

## Auswanderung in die USA und amerikanische Staatsbürgerschaft
Nachdem Williams 1959 in die USA (Kalifornien) emigrierte, erhielt er am 2. Dezember 1966 die amerikanische als seine zweite Staatsbürgerschaft. In dieser Zeit führte er die Arbeit als freiberuflicher Filmplakatmaler fort und zeichnete außerdem Cover-Illustrationen für Bantam-Bücher und verschiedene andere Magazine.
In Hollywood lernte Williams Stars wie John Wayne, Marilyn Monroe oder Elke Sommer kennen. Von vielen dieser berühmten Persönlichkeiten fertigte er Auftrags-Porträts an, weshalb er seitdem von den Medien als „Hollywoods Hofmaler“ bezeichnet wurde. Williams machte auch Bekanntschaft mit Walt Disney, der ihn für sieben Produktionen mit Illustrationen beauftragte und ihm schließlich anbot, Studio-Art-Direktor zu werden. Williams lehnte eigenen Angaben zufolge diese Anstellung ab, da er seine Arbeiten dort nicht hätte signieren dürfen. Stattdessen versuchte er sich als Filmproduzent und Regisseur, unter anderem 1963 mit dem Film „Stopover in Hollywood”. Außerdem war er weiterhin freiberuflich als Filmplakatmaler für Columbia, MGM und Fox tätig. Zudem fertigte er Illustrationen für das “Autry Museum of the American West” an.
In Hollywood traf Williams außerdem den Regisseur John Ford, mit dem er sich anfreundete. Zusammen mit Ford kreierte er 1973 kurz vor dessen Tod die „Cowboy Kings Of Western Fame“-Serie, eine Reihe von Plakaten, die bekannte Western-Stars zeigen und als Postkarten und großformatige Drucke in Mappen verkauft wurden. Für eine handsignierte Version soll sich der damalige US-Präsident Richard Nixon persönlich bei dem Künstler bedankt haben.

## Rückkehr nach Deutschland
In den 1980er-Jahren kehrte Williams nach verschiedenen weiteren Stationen zurück nach Deutschland, wo er u. a. in Homberg (Schwalm-Eder-Kreis) lebte. 1997 zog er schließlich nach Kassel, um unter anderem mit dem Herlitz-Verlag an der Produktion von Postkarten zu arbeiten. In Kassel lernte er außerdem seinen späteren PR-Agenten und Freund Eckhard „Ecki“ Baum kennen, der dort die weltweit erste Videothek „Film Shop“ betrieb und u. a. als Manager für Zachi Noy tätig war. Baum verschaffte Williams in den folgenden Jahren u. a. zahlreiche Fernsehauftritte und Aufträge für Filmplakate, Porträts und Poster. Außerdem arbeitete Williams in Kassel an seiner Biographie „Mein unglaubliches Leben“. Das Buch erschien 2007 im Langen/Müller-Verlag. Zudem wirkte er an den umfangreichen Dreharbeiten in Deutschland, Italien und den USA für eine Dokumentation des Regisseurs und Filmproduzenten Andreas Baum über das Leben und Werk von „Hollywoods Hofmaler“ mit (Titel: „Stopover in Hollywood – Will Williams’ Welt“).

## Beziehung zu Sängerin und Schauspielerin Rosita Serrano
Mitte der 1970er Jahre lernte Williams die Sängerin und Schauspielerin Rosita Serrano („Die chilenische Nachtigall“) kennen. Die beiden wurden ein Paar und lebten gemeinsam in Chile und später in Deutschland, wo Williams seine Partnerin regelmäßig zu Fernsehauftritten und Shows begleitete. Williams hatte außerdem einen Auftritt in dem Dokumentarfilm Die chilenische Nachtigall, der 1988 über Serrano gedreht wurde. Bis zu Serranos Tod im Jahr 1997 standen die beiden Künstler in enger Verbindung.

## Lebensabend und Tod
Will Williams wohnte nach der Zusammenarbeit mit Herlitz weiterhin in Kassel und verbrachte seine letzten Jahre im Seniorenzentrum Unterneustadt. Auch im hohen Alter produzierte und verkaufte er noch seine Illustrationen. Filmplakate von Williams finden sich heute in zahlreichen Museen und Sammlungen unter anderem in Europa und den USA, aber auch in Privatbesitz. Die Originale seiner Plakate erzielen unter Sammlern Höchstpreise. Noch immer sind aber auch viele Drucke von Williams-Plakaten und speziell für den Poster-Verkauf angefertigte Motive zu erwerben. Am 11. März 2015 starb Will Williams im Alter von 92 Jahren in Kassel.

## Auftraggeber von Will Williams (Auswahl)
Adler Films, Bantam Books, Columbia Pictures, Constantin Film, Chilean Navy, The Walt Disney Company, Gene Autry Enterprises, Gloria Films, Herzog Films, Jacques Cousteau Society, J. Arthur Rank, Argosy Pictures, Kinomat Films, MGM. National General, National Screen Services, NF  Distributions, ORO Films, OSS, 2677th Rgt. (Office of Strategic Services), Paramount Pictures, Philip Morris Tobacco Co., RKO Pictures, Republic Pictures, Scalera Films, Sonder Films, Tobis Klang-Film, Titanus Films, 20th Century Fox, Centfox Films, United Artists, US Armed Forces, Universal International, UFA-Film AG, Victor Films, National Historical Intelligence Museum